# The Berzerker (album)
The Berzerker è l'album di debutto dell'omonimo gruppo musicale industrial metal australiano The Berzerker, pubblicato il 10 aprile 2000 dalla Earache Records.

## Tracce
1. Reality
2. Forever
3. Burnt
4. Pain
5. Cannibal Right
6. Massacre
7. Chronological Order of Putrefaction
8. Deform
9. Slit Down
10. February
11. Mono grind
12. Ignorance
13. Humanity
14. 95
15. Ode to Nash